# بلبل أفندي (فلم)
بلبل أفندي هو فيلم موسيقي كوميدي مصري تم إنتاجه عام 1948، قصة وسيناريو وحوار وإخراج حسين فوزي و بطولة فريد الأطرش وصباح وإسماعيل يس وحسن فايق ومختار عثمان.

## قصة الفيلم
كواكب (صباح) ممثلة متعالية، متعجرفة ومتزوجة من الرجل المسن محب (حسن فايق) وتعيش معهم إبنته وفاء (سميحة توفيق) المخطوبة للشاب منير (كمال حسين) وتعاملها كزوجة أم، وهي تخون زوجها مع عشيقها عبد اللطيف عبد العال (إستفان روستي) النصاب المنتحل شخصية عزيز بيه، وهو يحتال عليها لابتزازها بمساعدة زوجته ألمحتالة زنوبه الإسكندرانية (إنصاف عبد المقصود). تفتعل كواكب أزمة مع المخرج محروس (مختار عثمان)وتترك له الفيلم وترحل، ولكن مساعده جميل (علي عبد العال) يعده بإحضار بنت إسمها بطه (صباح) تشبه كواكب تماماً، يمكنها أن تكمل الفيلم دون أن يلحظ أحد ذلك. كانت بطه تعيش مع امها (فتحية محمود) وتعمل في مصنع الشوربجي للملابس الحريمي، ومخطوبه لبلبل أفندي (فريد الأطرش) البائع المتجول للأمشاط والحلقان ومستلزمات البنات. قام جميل بإعداد بطه لتكون مثل كواكب في طريقة كلامها ومشيتها وتسريحة شعرها حتى خدع فيها المخرج نفسه، وقامت بطه بإستكمال الدور. بينما قررت كواكب الهرب مع عشيقها إلى الأقصر، بعد ان أخذت كل مجوهراتها، وتركت خطابا لزوجها محب تخبره انها قررت ترك البيت له ولإبنته وفاء، مما أصابه بأزمة قلبية حادة، قررت على إثرها ابنته وفاء الاتصال بكواكب والاعتذار لها، حيث ذهبت لمكان التصوير وظنت ان بطه هي زوجة ابيها، فلما علمت الحقيقة طلبت منها ان تمثل دور كواكب حتى يشفى محب بيه من مرضه. وافقت بطه على القيام بالدور الانسانى، ولكن بلبل افندى اعترض، فلما هددته بطه بفسخ الخطبة وافق، وللإسراع بإنهاء المهمة، ذهب يبحث عن كواكب لإعادتها لزوجها محب. وبالطريق دهست بلبل سيارة يقودها الاستاذ بندق (إسماعيل يس) ولكي لا يشكوه للبوليس طلب منه ان يصحبه بسيارته في رحلة البحث عن كواكب، حتى علم انها في الأقصر فسافر ورائها. علم بلبل ان عزيز يخدع كواكب هو وزوجته لكي يسرقا مصاغها، واتصل بها وأخبرها بذلك، ثم صحبها لترى عزيز بنفسها مع زوجته زنوبة وهم يتآمرون عليها، وتمكن بلبل بمساعدة بندق من استرداد المصاغ ولكن كواكب شعرت بالندم بعد ان فقدت زوجها محب وخدعها حبيبها عزيز فإنتحرت، وتركت ورقة كتبت فيها سبب انتحارها، ولكن عزيز أخفى الورقة، لتلتصق التهمة ببلبل أفندي، الذي طارده البوليس وأخفاه المخرج محروس شريطة ان يغني في فيلمه مع بطه. حاول البوليس القبض على بلبل ولكن محب بيه بعد ان شفى من أزمته الصحية كشف للبوليس عن الخطاب الموجود بجيب عزيز عن انتحار كواكب، وتعرف البوليس على النصابين عبد اللطيف عبد العال وزوجته زنوبه الإسكندرانيه وقبض عليهما.

## فريق العمل
إخراج وتأليف: حسين فوزي
إنتاج: نحّاس فيلم
بطولة:
- فريد الأطرش (بلبل)
- صباح (بطة - كواكب)
- إسماعيل يس (بندق)
- حسن فايق (محب بك)
- مختار عثمان (أستاذ محروس المخرج)
- إستفان روستي (عزيز)
- سميحة توفيق (وفاء)
- كمال حسين (منير)
- فتحية محمود (أم بطة)
- ثريا فخري (بهيجة هانم)
- علي عبد العال (جميل مساعد المخرج)

## روابط خارجية
- مقالات تستعمل روابط فنية بلا صلة مع ويكي بيانات